# بينسك
بينسك (بالبيلاروسية: Пінск، بينسك، Łacinka: بينسك وبالروسية: Пинск، بينسك، بالأوكرانية: Пинськ، Pyns'k، بالبولندية: بينسك. اليديشية / العبرية: بينسك، פינסק، ليتوانيا: Pinskas) هي مدينة في روسيا البيضاء، في المنطقة بوليشيا، يجتازها نهر بينا، وكذلك نهري سترومن وبريبيات. كان معروفا في المنطقة باسم مستنقعات بينسك. وهو مركز للزراعة الخصبة. وهي تقع جنوب غرب مينسك. السكان تعدادهم حوالي 130,000. المدينة هي مركز إنتاج الزوارق الصناعية صغيرة التي تبحر في الأنهار المحلية.
المدينة التاريخية بها مركز المدينة استعادة كامل من المباني من طابقين يعود تاريخها إلى القرن 19 وبداية القرن 20. أصبح وسط المدينة مكانا نشطا للشباب من جميع الأعمار مع الحدائق الصيفية وملعب لكرة القدم الرابطة بنيت حديثا يضم فريق كرة القدم في المدينة، FC فولنا بينسك.

## المناخ
يظهر الجدول التالي التغييرات المناخية على مدار السنة لبينسك:
| البيانات المناخية لـبينسك         | البيانات المناخية لـبينسك | البيانات المناخية لـبينسك | البيانات المناخية لـبينسك | البيانات المناخية لـبينسك | البيانات المناخية لـبينسك | البيانات المناخية لـبينسك | البيانات المناخية لـبينسك | البيانات المناخية لـبينسك | البيانات المناخية لـبينسك | البيانات المناخية لـبينسك | البيانات المناخية لـبينسك | البيانات المناخية لـبينسك | البيانات المناخية لـبينسك |
| الشهر                             | يناير                     | فبراير                    | مارس                      | أبريل                     | مايو                      | يونيو                     | يوليو                     | أغسطس                     | سبتمبر                    | أكتوبر                    | نوفمبر                    | ديسمبر                    | المعدل السنوي             |
| --------------------------------- | ------------------------- | ------------------------- | ------------------------- | ------------------------- | ------------------------- | ------------------------- | ------------------------- | ------------------------- | ------------------------- | ------------------------- | ------------------------- | ------------------------- | ------------------------- |
| الدرجة القصوى °م (°ف)             | 10 (50)                   | 16 (61)                   | 21 (70)                   | 25 (77)                   | 30 (86)                   | 30 (86)                   | 32 (90)                   | 31 (88)                   | 28 (82)                   | 23 (73)                   | 14 (57)                   | 12 (54)                   | 32 (90)                   |
| متوسط درجة الحرارة الكبرى °م (°ف) | −1 (30)                   | −1 (30)                   | 4 (39)                    | 11 (52)                   | 18 (64)                   | 20 (68)                   | 22 (72)                   | 22 (72)                   | 17 (63)                   | 11 (52)                   | 3 (37)                    | 0 (32)                    | 11 (51)                   |
| المتوسط اليومي °م (°ف)            | −5.3 (22.5)               | −4.3 (24.3)               | −0.2 (31.6)               | 7.2 (45.0)                | 13.8 (56.8)               | 16.9 (62.4)               | 18.3 (64.9)               | 17.2 (63.0)               | 12.9 (55.2)               | 7.1 (44.8)                | 1.7 (35.1)                | −2.8 (27.0)               | 6.9 (44.4)                |
| متوسط درجة الحرارة الصغرى °م (°ف) | −6 (21)                   | −6 (21)                   | −2 (28)                   | 3 (37)                    | 8 (46)                    | 11 (52)                   | 12 (54)                   | 12 (54)                   | 8 (46)                    | 3 (37)                    | 0 (32)                    | −3 (27)                   | 3 (38)                    |
| أدنى درجة حرارة °م (°ف)           | −30 (−22)                 | −24 (−11)                 | −23 (−9)                  | −10 (14)                  | −2 (28)                   | 2 (36)                    | 6 (43)                    | 2 (36)                    | −3 (27)                   | −11 (12)                  | −17 (1)                   | −25 (−13)                 | −30 (−22)                 |
| الهطول مم (إنش)                   | 34 (1.3)                  | 32 (1.3)                  | 33 (1.3)                  | 44 (1.7)                  | 57 (2.2)                  | 74 (2.9)                  | 85 (3.3)                  | 69 (2.7)                  | 53 (2.1)                  | 49 (1.9)                  | 45 (1.8)                  | 42 (1.7)                  | 617 (24.2)                |
| المصدر:                           |                           |                           |                           |                           |                           |                           |                           |                           |                           |                           |                           |                           |                           |

## توأمة
لبينسك اتفاقيات توأمة مع كل من:
- آلتنا
- تاغانروغ

## أعلام
- ريشارد كابوشينسكي
- تاديوس جرزيلاك
- باروخ أوسنيا
- سيميون فورمان
- إسحق يعقوب رينس